# Петропавловка (Богодуховский район)
Петропа́вловка (укр. Петропавлівка) — село в Богодуховском районе Харьковской области Украины. Является административным центром Петропавловского сельского совета, в который, кроме него, входят посёлок Балабановка и село Яблочное.
Код КОАТУУ — 6320886501. Население по переписи 2001 года составляет 335 (167/168 м/ж) человек.

## Географическое положение
Село Петропавловка находится на расстоянии 18 км от Богодухова на левом берегу реки Сухой Мерчик, у самых её истоков, и занимает восточный склон долины реки. На самой реке и её притоках созданы многочисленные запруды. Ниже по течению примыкает село Яблочное. На противоположном берегу расположен посёлок Балабановка, находящийся на западном склоне речной долины.
На расстоянии трёх километров находятся железнодорожные станции Максимовка и Буклевское.

## Происхождение названия
Село названо по имени апостолов Петра и Павла. День села — 12 июля, День Петра и Павла.

## История
- 1790 — дата основания.
- В 1940 году, перед Великой Отечественной войной, в Петропавловке были 199 дворов, три ветряные мельницы, школа (в нынешней Балабановке), совхоз (в нынешней Балабановке) и сельсовет[1]. При этом Балабановка не была выделена из Петропавловки, а являлась с ней одним целым; Петропавловка располагалась по обеим берегам реки Сухой Мерчик[1].
- До ВОВ отдельным населённым пунктом, после ВОВ уже относящимся к Петропавловке, был хутор Козеевка с шестью дворами у двух родников истока реки С. Мерчик (ныне не существующий)[1].
- До ВОВ отдельным населённым пунктом, ныне относящимся к Петропавловке, было Широкое Приволье, расположенное на южном берегу С. Мерчика, с двадцатью дворами[1].
- До ВОВ отдельным населённым пунктом, ныне относящимся к Петропавловке, был Новый Остров с сорока дворами на южном берегу реки С. Мерчик[1].
- До ВОВ отдельным населённым пунктом, ныне относящимся к Петропавловке, были Новые Замниусы с тридцатью дворами на северном берегу С. Мерчика, вытянутые вдоль его притока[1].
- В 1966 году население составляло 782 человека; в селе были восьмилетняя школа, клуб, библиотека; в селе находилась центральная усадьба колхоза имени 40-летия Октября, получившего это название в 1957 году и имевшего 2380 га угодий, из которых 15 га озёр и 45 га лесов.
- При СССР в селе работал совхоз имени Энгельса с молочно-товарной фермой (МТФ).[4]
- В 1993 году в селе работали сельсовет, совхоз, фельдшерско-акушерский пункт, клуб, детский сад, школа, отделение связи.[4]

## Экономика
- В селе при СССР была молочно-товарная ферма.

## Пруды
сверху вниз по течению
- Денчик-озеро — площадь 15 га, два залива, расположено выше села. Плотина высотой 8 м. Озеро вытянуто вдоль русла реки, длина более километра. Название произошло от фамилии хозяина. В аренде на 49 лет с 2007 года. Зарыблено белым амуром, щукой, карпом, карасём, толстолобиком; также в озере обитают выдра и бобр. Рыбная ловля платная (в 2010 году — 150 грн./автомобиль/сутки).
- Бобровое озеро — небольшое и мелкое, бобрами сделана запруда.
- Петропавловское озеро площадью около 1,5 га. Водятся карп, карась. Рыбная ловля бесплатная (2010).
- Также сразу к востоку от села имеется ставок не на реке Сухой Мерчик, а в примыкающем овраге. Рыбная ловля бесплатная (2010).

## Объекты социальной сферы
- Школа I—II ст.
- Фельдшерско-акушерский пункт (ФАП).
- Библиотека.
- Клуб.

## Достопримечательности
- Братская могила советских воинов РККА. Похоронены 133 павших воина.

## Другое
- В Петропавловке ведётся добыча природного газа. В 2011 году около села находились две буровые.